# Okręg wyborczy Okehampton
Okręg wyborczy Okehampton powstał w 1640 r. i wysyłał do angielskiej, a następnie brytyjskiej, Izby Gmin dwóch deputowanych. Okręg obejmował miasto Okehampton w hrabstwie Devon. Został zlikwidowany w 1832 r.

## Deputowani do brytyjskiej Izby Gmin z okręgu Okehampton

### Deputowani w latach 1640-1660
- 1640–1648: Edward Thomas
- 1640–1653: Lawrence Whitaker
- 1659: Robert Everland
- 1659: Edward Wise

### Deputowani w latach 1660-1832
- 1660–1661: Josias Calmady
- 1660–1677: Edward Wise
- 1661–1671: Thomas Hele
- 1671–1685: Arthur Harris
- 1677–1679: Henry Northleigh
- 1679–1681: Josias Calmady
- 1681–1685: George Cary
- 1685–1689: Simon Leach
- 1685–1695: William Cary
- 1689–1694: Henry Northleigh
- 1694–1698: John Burrington
- 1695–1708: Thomas Northmore
- 1698–1702: William Harris
- 1702–1705: Simon Leach
- 1705–1713: John Dibble
- 1708–1709: William Harris
- 1709–1722: Christopher Harris
- 1713–1722: William Northmore
- 1722–1727: Robert Pitt
- 1722–1727: John Crowley
- 1727–1735: William Northmore
- 1727–1754: Thomas Pitt of Boconnoc
- 1735–1756: George Lyttelton, wigowie
- 1754–1761: Robert Vyner
- 1756–1757: William Pitt Starszy, wigowie
- 1757–1759: Thomas Potter
- 1759–1761: George Brydges Rodney
- 1761–1768: Alexander Forrester
- 1761–1768: Wenman Coke
- 1768–1774: Thomas Pitt
- 1768–1770: Thomas Brand
- 1770–1774: Richard Fitzpatrick
- 1774–1784: Richard Vernon
- 1774–1778: Alexander Wedderburn, torysi
- 1778–1784: Humphrey Minchin
- 1784–1785: John Luxmoore
- 1784–1785: Thomas Wiggens
- 1785–1790: George Capel-Coningsby, wicehrabia Malden
- 1785–1790: Humphrey Minchin
- 1790–1796: John St Leger
- 1790–1796: Robert Ladbroke
- 1796–1802: Thomas Tyrwhitt, wigowie
- 1796–1802: Richard Bateman-Robson, wigowie
- 1802–1806: Henry Holland, wigowie
- 1802–1804: James Charles Stuart Strange, wigowie
- 1804–1806: John Spencer, wicehrabia Althorp, wigowie
- 1806–1807: Richard Bateman-Robson, wigowie
- 1806–1807: Joseph Foster-Barham, wigowie
- 1807–1812: Gwyllym Lloyd Wardle, wigowie
- 1807–1820: Albany Savile, torysi
- 1812–1818: Thomas Graves, 2. baron Graves, torysi
- 1818–1819: Christopher Savile, torysi
- 1819–1824: Henry Prittie, 2. baron Dunalley, wigowie
- 1820–1826: John Campbell, lord Glenorchy, wigowie
- 1824–1826: William Henry Trant, torysi
- 1826–1830: Compton Domvile, torysi
- 1826–1830: Joseph Holden Strutt, torysi
- 1830–1831: Edward Seymour, lord Seymour, wigowie
- 1830–1831: George Agar-Ellis, wigowie
- 1831–1831: William Henry Trant, torysi
- 1831–1832: John Thomas Hope, torysi
- 1831–1832: Richard Vyvyan, torysi